# Сагітальна площина
Сагіта́льна площина (від лат. planum sagittale, від sagitta — «стріла»), серединна площина, медіальна площина (лат. planum medialis — «середня площина»), медіанна площина (лат. planum medianum — «серединна площина») — це площина, що поділяє об'єкт у вертикальній площині, на ліву і праву частини. Площини, які паралельні сагітальній, називаються парасагітальними.
У сагітальній площині проходить сагітальний черепний шов (sutura sagittalis), що з'єднує обидві тім'яні кістки.